# Rocketdyne F-1
F-1 — широко відомий як Rocketdyne F-1, колишній ракетний двигун, розроблений Rocketdyne. Цей двигун використовує газогенераторний цикл, розроблений у Сполучених Штатах наприкінці 1950-х років і використовувався в ракеті Сатурн V у 1960-х та на початку 1970-х років. П'ять двигунів F-1 використовувалися на першому ступені S-IC кожного Сатурн V, який служив основною ракетою-носієм програми Аполлон. F-1 залишається найпотужнішим рідинним ракетним двигуном з однокамерною камерою згоряння, який коли-небудь створювався.

## Історія

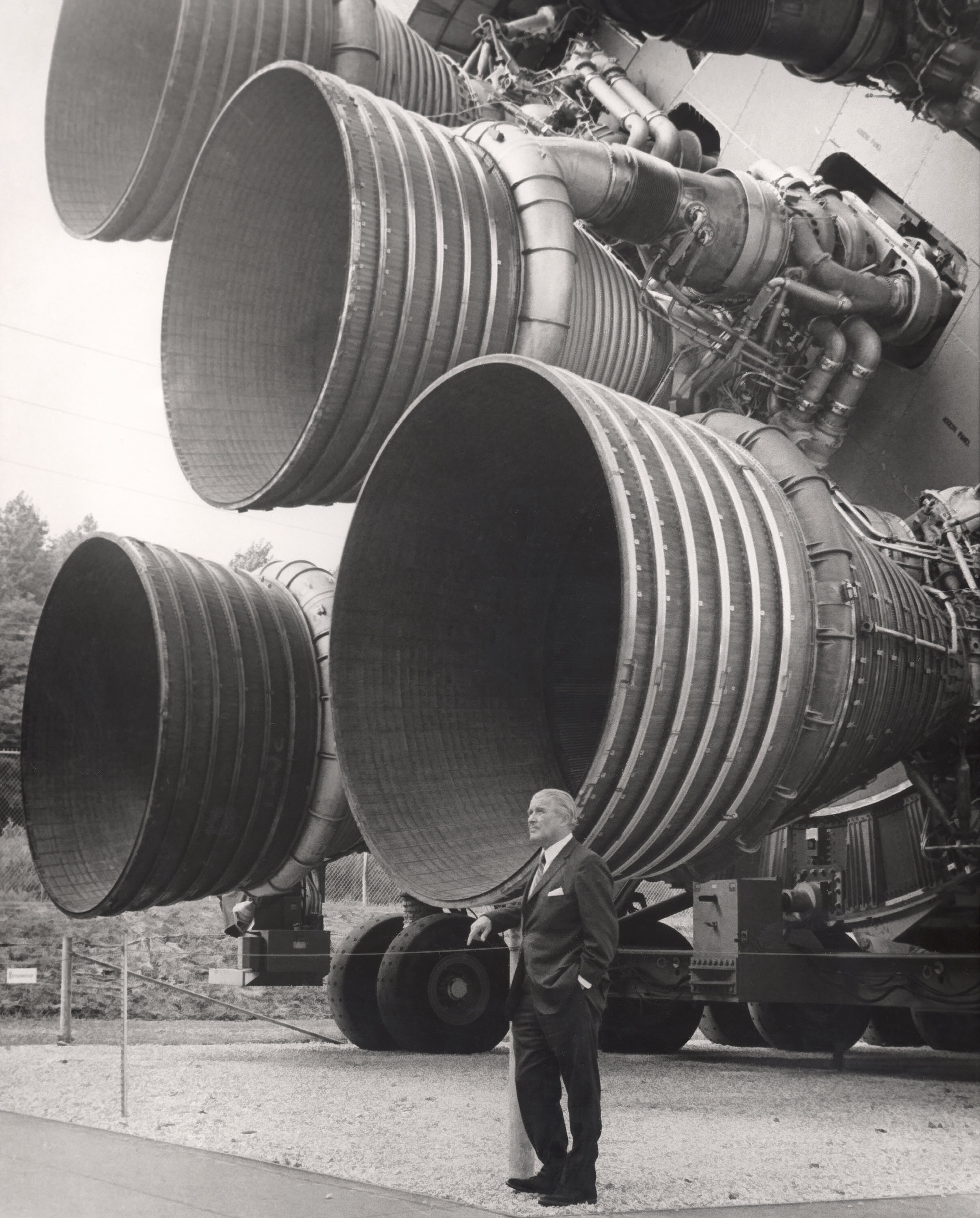
Вернер фон Браун із двигунами F-1 першого ступеня Saturn V у Ракетно-космічному центрі США

Компанія Rocketdyne розробила F-1 і E-1, щоб задовольнити вимоги ВПС США 1955 року щодо дуже великого ракетного двигуна. Незважаючи на те, що E-1 пройшов успішне випробування в статичній стрільбі, він швидко був сприйнятий як технологічний тупик і був залишений для більшого, потужнішого F-1. Військово-повітряні сили зрештою призупинили розробку F-1 через відсутність потреби в такому великому двигуні. Однак нещодавно створене Національне управління з аеронавтики та дослідження космічного простору (NASA) оцінило корисність двигуна з такою великою потужністю та уклало контракт з Rocketdyne для завершення його розробки. Тестові стрільби компонентів F-1 проводилися ще в 1957 році. Перші статичні стрільби повноцінного дослідного Ф-1 були проведені в березні 1959 року. Перший F-1 був доставлений NASA MSFC у жовтні 1963 року. У грудні 1964 року F-1 завершив льотно-рейтингові випробування. Випробування тривали принаймні до 1965 року.
Ранні випробування розробки виявили серйозні проблеми нестабільності згоряння, які іноді призводили до катастрофічних збоїв. Спочатку прогрес у цій проблемі був повільним, оскільки він був періодичним і непередбачуваним. Коливання 4 кГц з гармоніками до 24 кГц. Згодом інженери розробили діагностичну техніку детонації малих вибухових зарядів (які вони назвали «бомби») поза камерою згоряння через тангенціальну трубу (використовувалися RDX, C-4 або чорний порох) під час роботи двигуна. Це дозволило їм точно визначити, як робоча камера реагує на коливання тиску, і визначити, як звести нанівець ці коливання. Потім розробники могли швидко експериментувати з різними конструкціями коаксіальних паливних форсунок, щоб отримати найбільш стійкий до нестабільності. Ці проблеми вирішувалися з 1959 по 1961 рік. Зрештою, згоряння двигуна було настільки стабільним, що він самостійно гасив штучно спричинену нестабільність протягом однієї десятої секунди.

## Дизайн

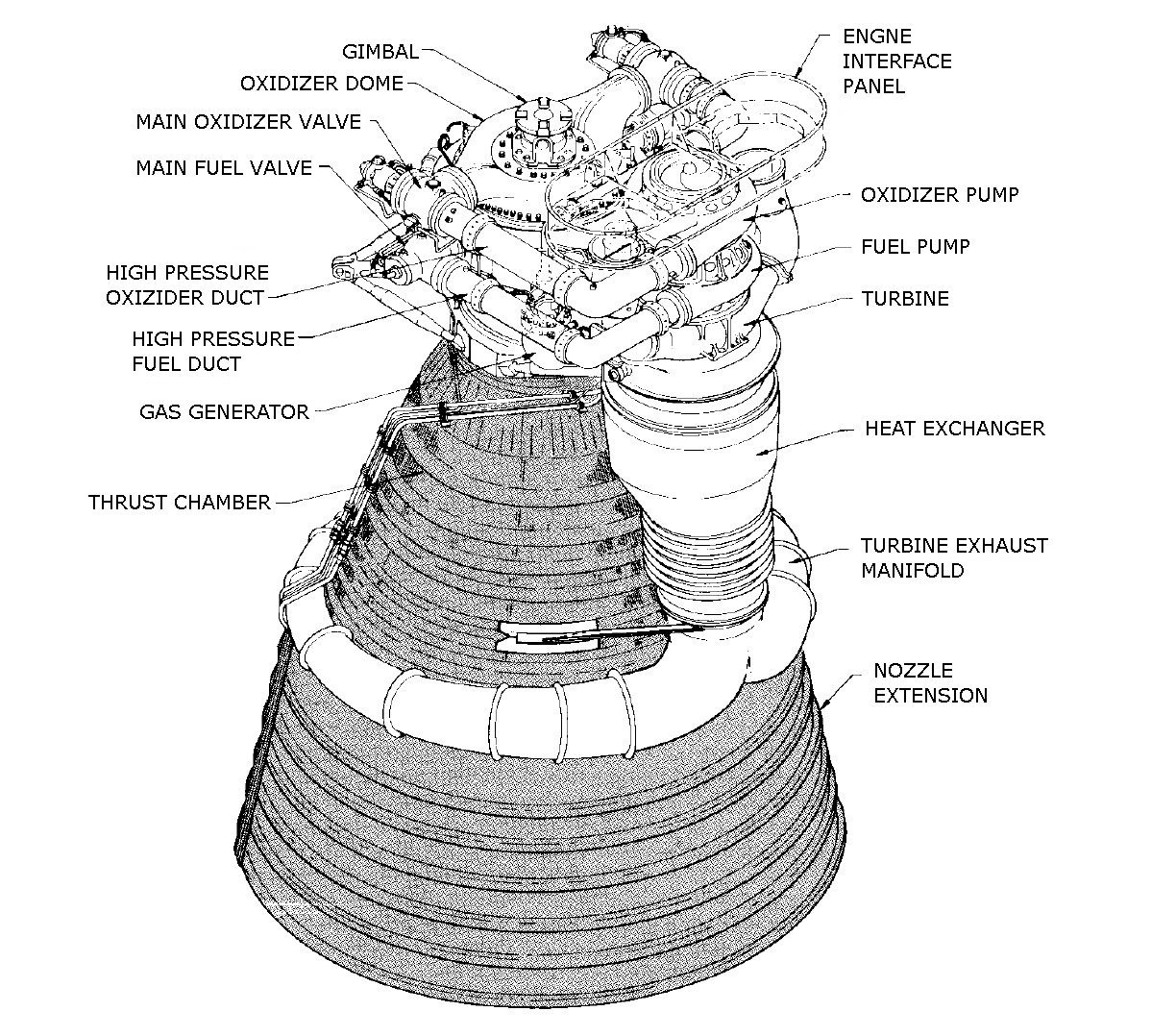
Компоненти ракетного двигуна F-1

Двигун F-1 є найпотужнішим односопловим ракетним двигуном на рідкому паливі, який коли-небудь використовувався. Ракетний двигун М-1 був розроблений з більшою тягою, але він був випробуваний лише на рівні компонентів. Розроблений пізніше РД-170 набагато стабільніший, технічно досконаліший, створює більшу тягу, але не має однокамерної конструкції. F-1 використовував RP-1 (ракетний гас) як паливо та використовував рідкий кисень (LOX) як окислювач. Для впорскування палива і кисню в камеру згоряння використовувався турбонасос.
Однією з помітних проблем у конструкції F-1 було регенеративне охолодження камери тяги. Інженер-хімік Денніс «Ден» Бревік зіткнувся із завданням забезпечити охолодження попереднього пучка труб камери згоряння та конструкції колектора, виготовленої Al Bokstellar. По суті, робота Бревіка полягала в тому, щоб «переконатись, що він не розтанув». Завдяки розрахункам гідродинамічних і термодинамічних характеристик F-1 Бревіку він і його команда змогли вирішити проблему, відому як «голодування». Це коли дисбаланс статичного тиску призводить до «гарячих точок» у колекторах. Матеріалом, використаним для пучка труб упорної камери F-1, армуючих смуг і колектора, був Inconel-X750, тугоплавкий сплав на основі нікелю, здатний витримувати високі температури.
Газогенератор використовувався для приводу турбіни, яка приводила в рух окремі паливний і кисневий насоси, кожен з яких живив вузол камери тяги. Турбіна приводилася в рух зі швидкістю 5500 об/хв, виробляючи 55 000 гальмівних кінських сил (41 МВт). Паливний насос подав 15,471 сухого галона США (58,56 літра) RP-1 за хвилину, а насос окислювача подав 24,811 гал. США (93,92 л) рідкого кисню за хвилину. З точки зору навколишнього середовища турбонасос повинен був витримувати температуру вхідного газу в (820 °C) до рідкого кисню при (−184 °C). Конструктивно паливо використовувалося для змащення і охолодження підшипників турбіни.

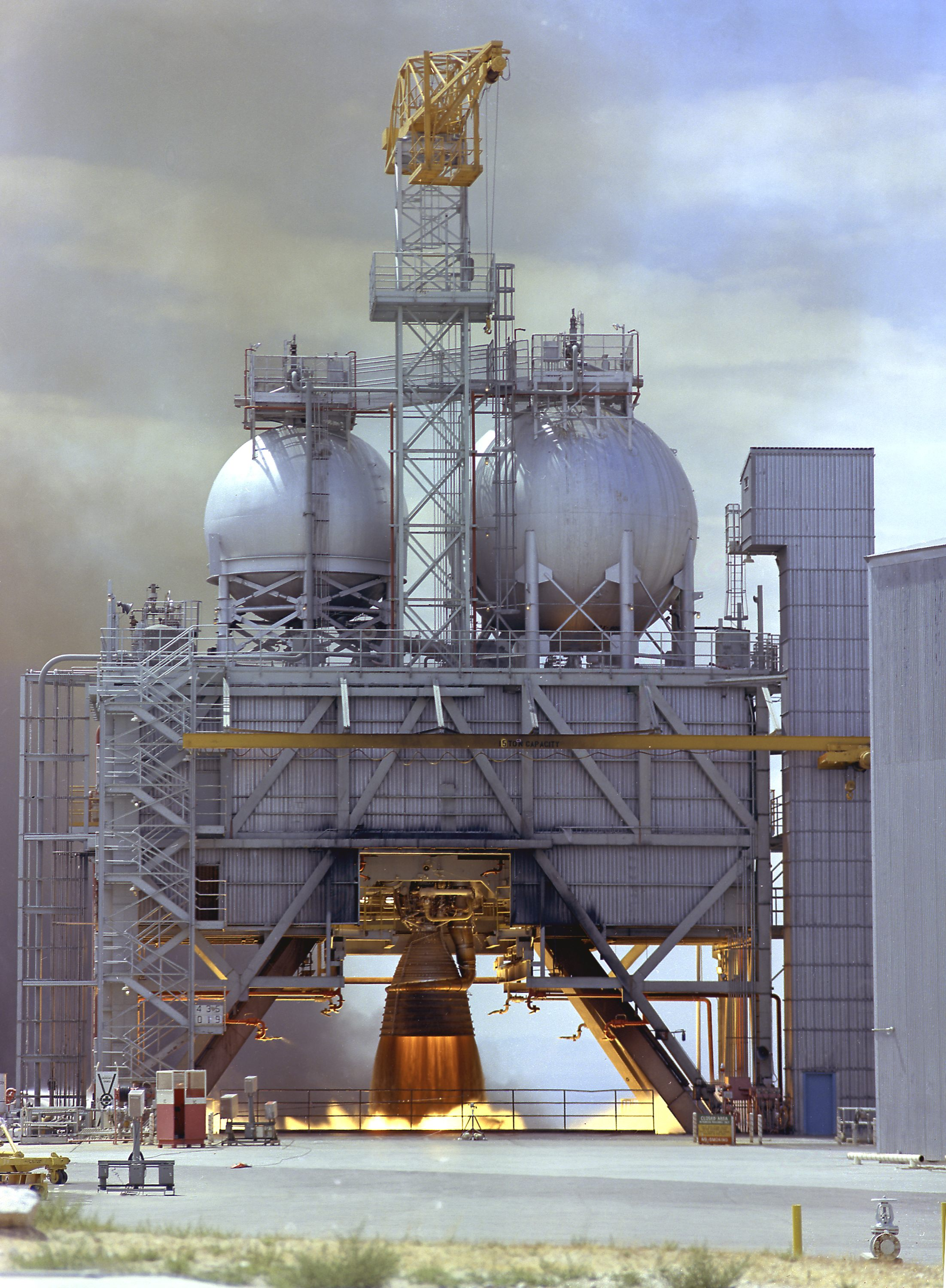
Тестовий запуск двигуна F-1 на авіабазі Едвардс (великі сфери на платформі — це сфери Хортона для палива й окислювача)

Нижче камери тяги було розширення сопла, приблизно половина довжини двигуна. Це розширення збільшило коефіцієнт розширення двигуна з 10:1 до 16:1. Вихлопні гази від турбіни подавалися в розширення сопла через великий конічний колектор; цей відносно холодний газ утворив плівку, яка захищала розширення сопла від гарячого (3 200 °C) вихлопний газ.

### Технічні характеристики

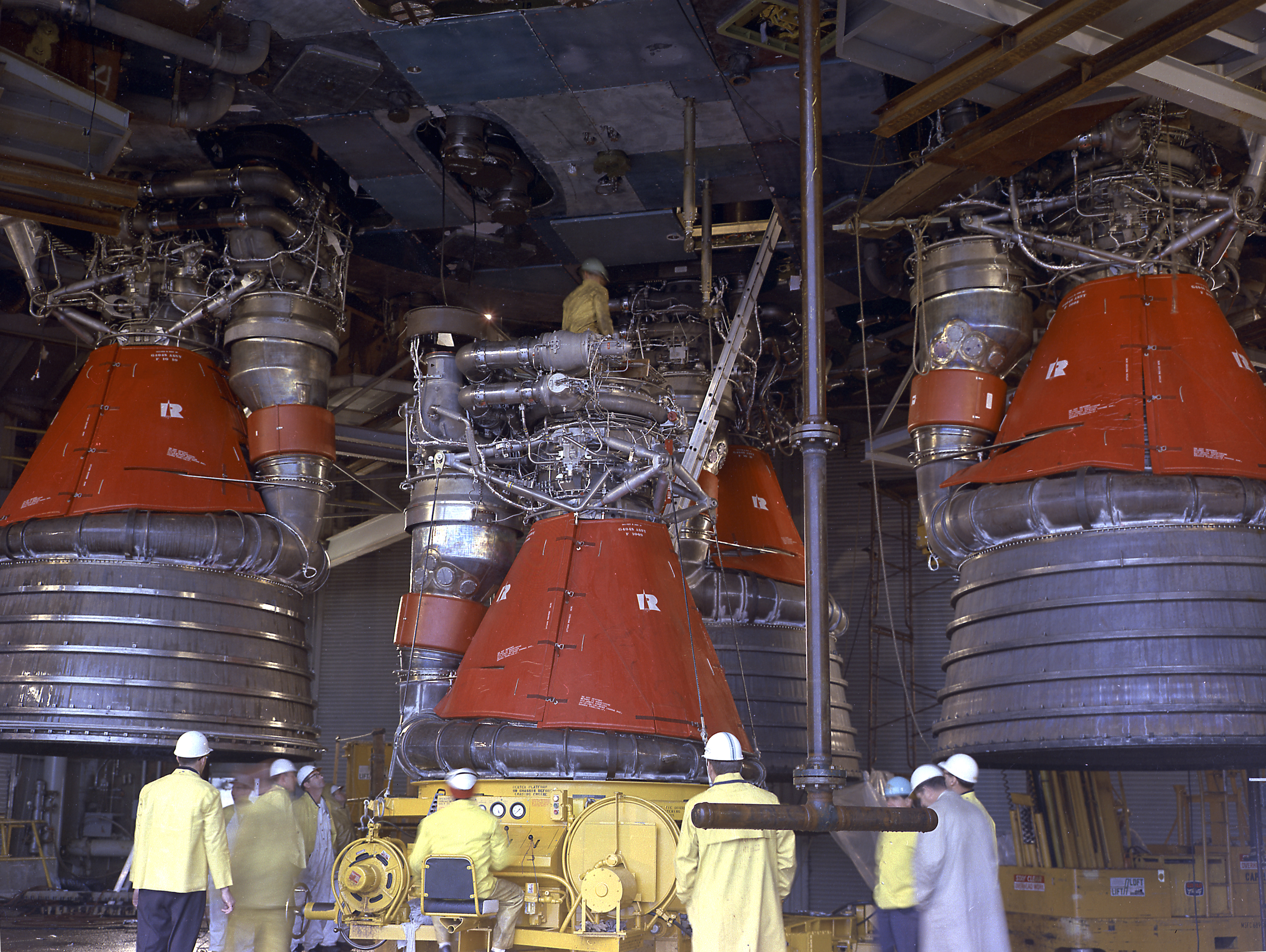
Установка двигунів F-1 на ступінь Saturn V S-IC. Подовжувач форсунки відсутній на встановленому двигуні.

|                                   | Аполлон 4, 6 і 8                         | Аполлон 9–17                             |
| --------------------------------- | ---------------------------------------- | ---------------------------------------- |
| Тяга, рівень моря                 | 1 500 000 фунтс (6,7 МН)                 | 1 522 000 фунтс (6,77 МН)                |
| Час горіння                       | 150 секунд                               | 165 секунд                               |
| Питомий імпульс                   | 260 с (2,5 км/с)                         | 263 с (2,58 км/с)                        |
| Тиск в камері                     | 70 бар (1 015 psi; 7 МПа)                | 70 бар (1 015 psi; 7 МПа)                |
| Суха маса двигуна                 | 18 416 фунт (8 353 кг)                   | 18 500 фунт (8 400 кг)                   |
| Вигорання ваги двигуна            | 20 096 фунт (9 115 кг)                   | 20 180 фунт (9 150 кг)                   |
| Висота                            | 19 фут (5,8 м)                           | 19 фут (5,8 м)                           |
| Діаметр                           | 12,3 фут (3,7 м)                         | 12,3 фут (3,7 м)                         |
| Співвідношення виходу до горла    | 16:1                                     | 16:1                                     |
| Пропеленти                        | LOX і RP-1                               | LOX і RP-1                               |
| Масове співвідношення суміші      | 2,27:1 окислювач до палива               | 2,27:1 окислювач до палива               |
| Підрядник                         | NAA/Rocketdyne                           | NAA/Rocketdyne                           |
| Застосування транспортного засобу | Saturn V / S-IC 1-й ступінь - 5 двигунів | Saturn V / S-IC 1-й ступінь - 5 двигунів |

### Покращення F-1
Тяга та ефективність F-1 були покращені між «Аполлоном 8» (SA-503) і «Аполлоном 17» (SA-512), що було необхідно для задоволення зростаючих вимог щодо вантажопідйомності пізніших місій «Аполлон». Існували невеликі варіації продуктивності між двигунами в певній місії та варіації середньої тяги між місіями. Для Apollo 15 характеристики F-1 були:
- Тяга (середня, на двигун, зліт над рівнем моря): 1 553 200 фунтс (6,909 МН)
- Час горіння: 159 секунд
- Питомий імпульс : 264,72 с (2,5960 км/с)
- Співвідношення суміші: 2,2674
- Загальна тяга від рівня моря S-IC : 7 766 000 фунтс (34,54 МН)

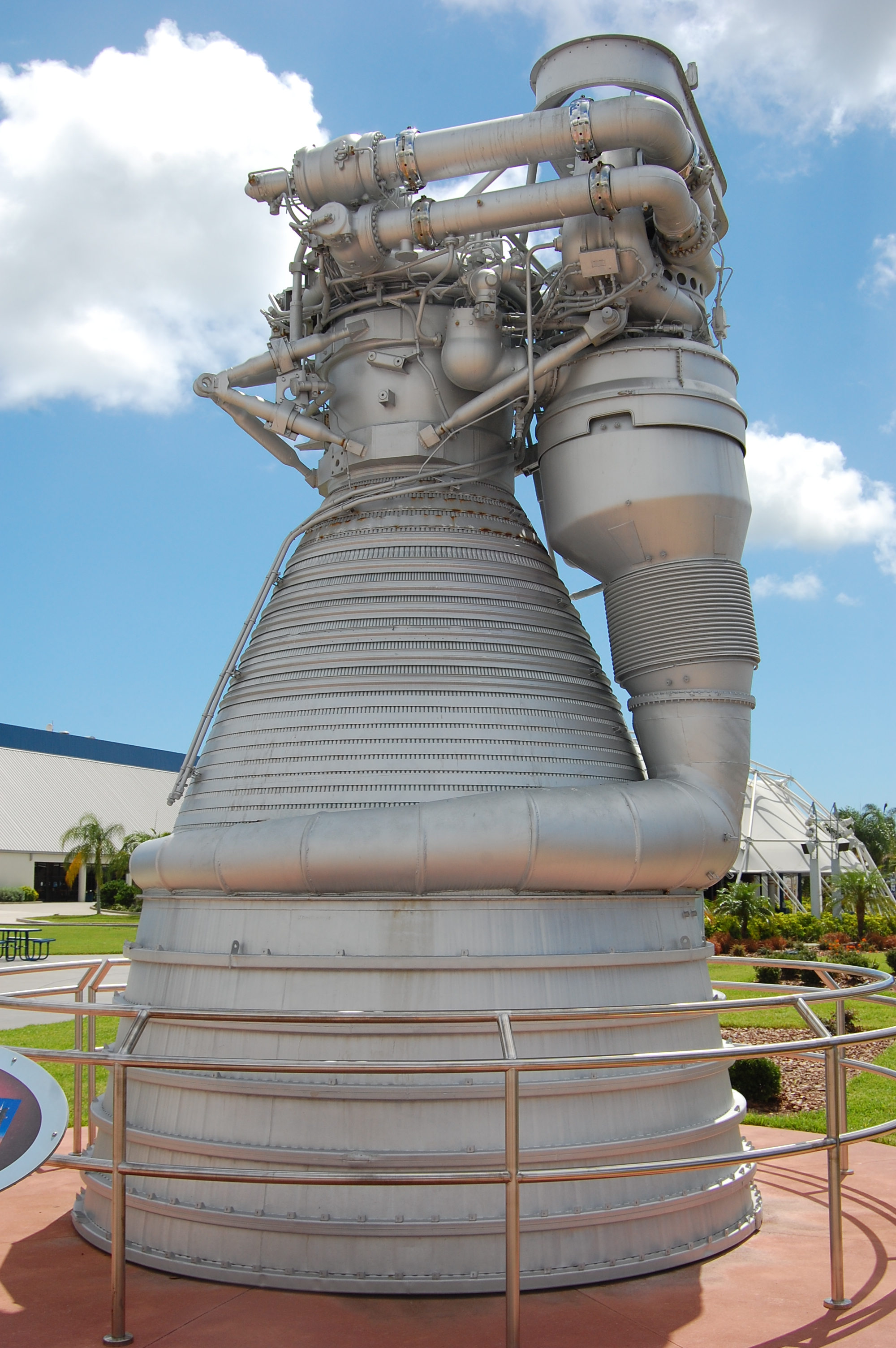
Двигун F-1
в космічному центрі Кеннеді

## Прискорювач F-1B

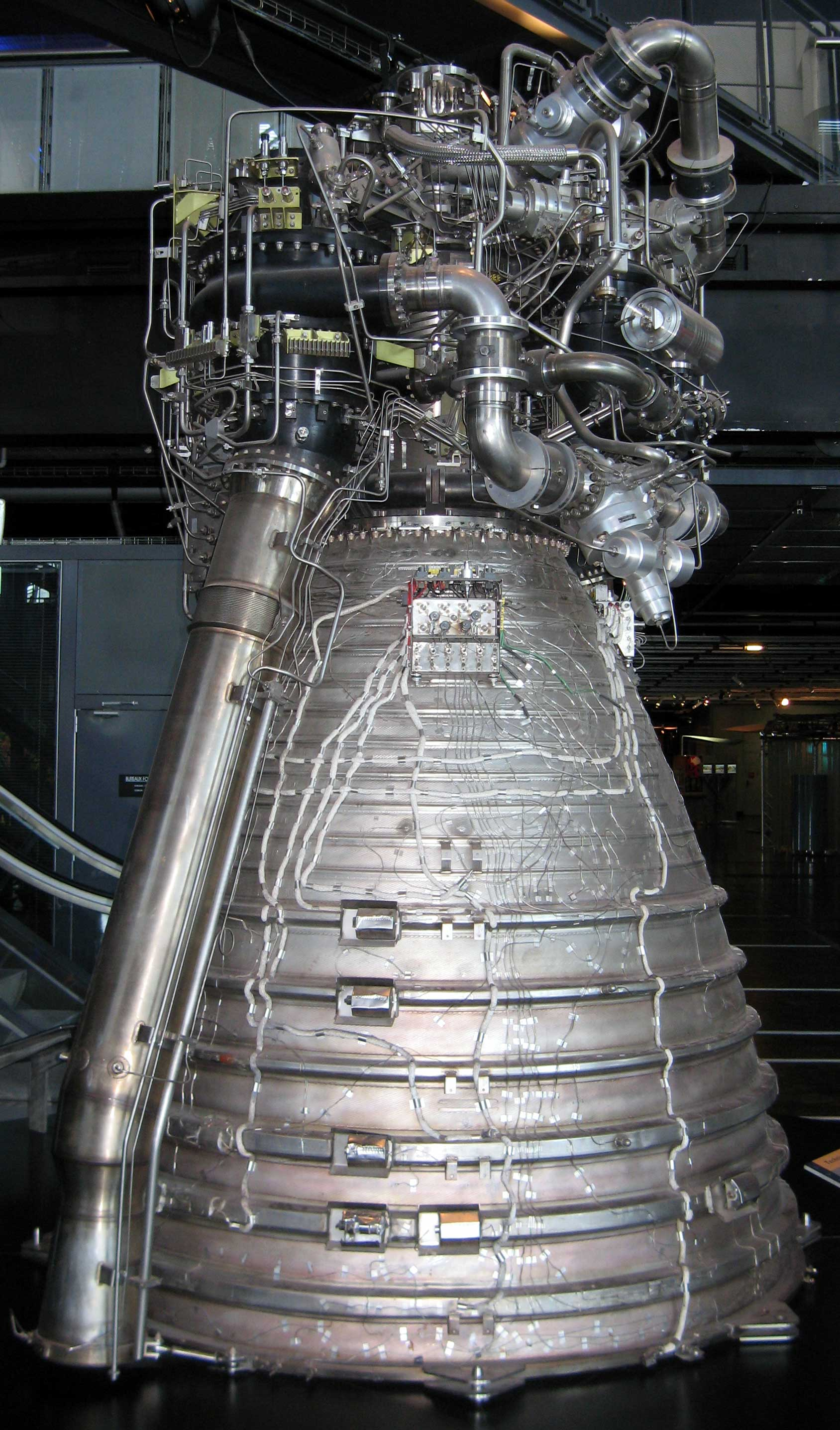
Vulcain для ракети Ariane 5 використовує цикл, подібний до двигуна F-1, з вихлопними газами турбіни, що виводяться прямо за борт.

У рамках програми Система космічних запусків NASA проводило конкурс Advanced Booster Competition, який мав завершитися вибором переможної конфігурації ракети-носія в 2015 році. У 2013 році інженери Центру космічних польотів імені Маршалла почали випробування з оригінальним F-1 із серійним номером F-6049, який було видалено з «Аполлона-11» через збій. Двигун ніколи не використовувався, і багато років він знаходився в Смітсонівському інституті. Випробування призначені для ознайомлення NASA з конструкцією та паливом F-1 в очікуванні використання вдосконаленої версії двигуна в майбутніх польотах у глибокому космосі.
У 2012 році Pratt & Whitney, Rocketdyne і Dynetics, Inc. представили конкурента, відомого як Pyrios, рідинний ракетний прискорювач, у програмі NASA Advanced Booster, метою якої є пошук потужнішого наступника п’ятисегментних ракетних прискорювачів Space Shuttle Solid Rocket Boosters. призначений для ранніх версій Space Launch System. Pyrios використовує два двигуни підвищеної тяги та сильно модифіковані двигуни F-1B на один прискорювач.   Завдяки потенційній перевагі двигуна в питомому імпульсі, якщо ця конфігурація F-1B (загалом із використанням чотирьох F-1B) була інтегрована з SLS Block 2, машина могла б доставити 150 тонн (330 000 фунт) на низьку навколоземну орбіту , а 113 тонн (249 000 фунт) — це те, що вважається досяжним за допомогою запланованих твердотільних прискорювачів у поєднанні з чотирма двигунами основного ступеня RS-25 . 